# 캐롤리나 레바사

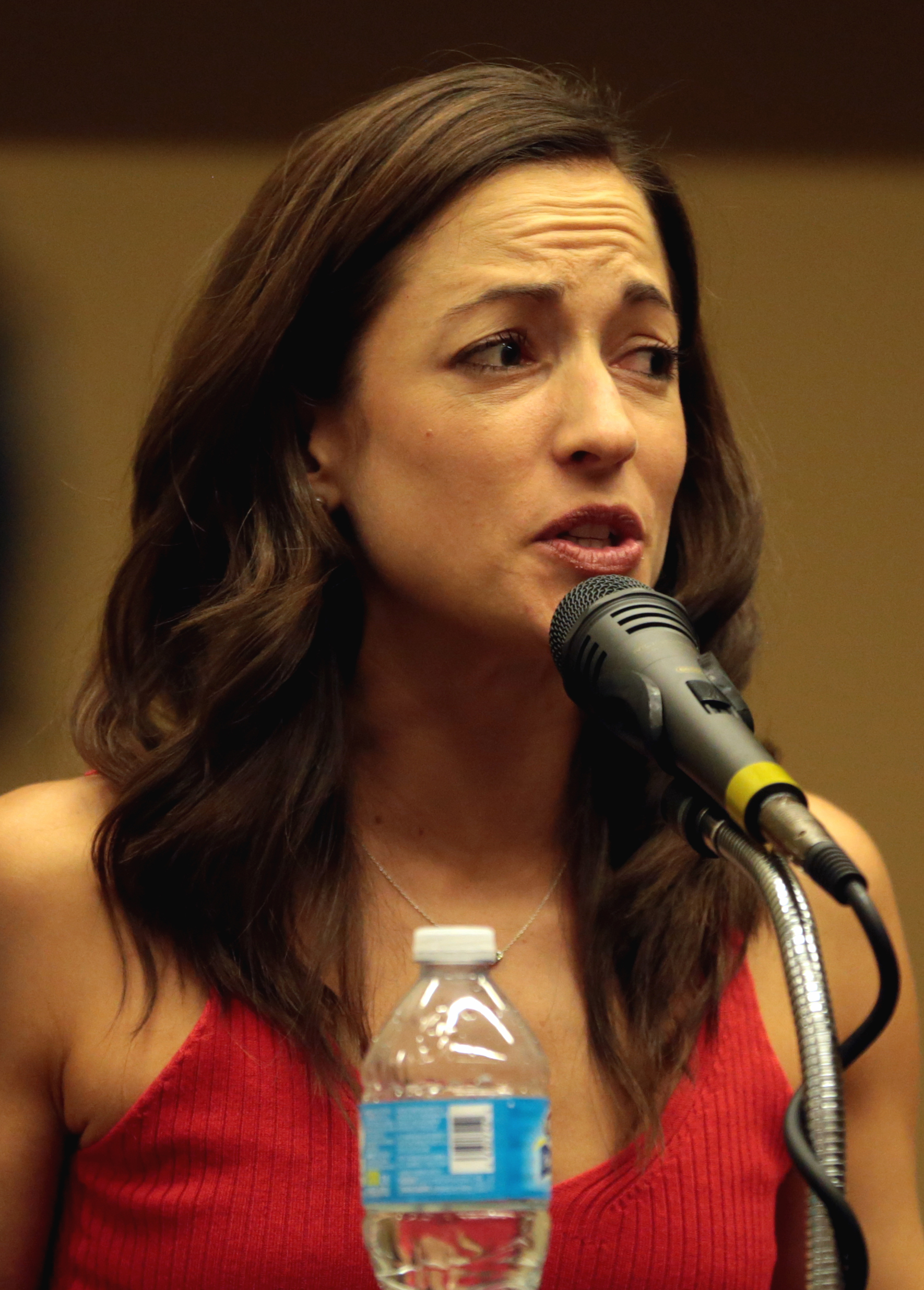

캐롤리나 레바사(Carolina Ravassa, 1985년 6월 15일 ~ )는 콜롬비아의 배우, 성우이다.
칼리에서 태어났다.

## 영화
- 하바나 다크니스 (2018년) - 카렌 역
- 투모로우 에버 애프터 (2016년)
- 컴 백 헤일리 (2014년)
- 메이비 투모로우 (2012년) - 키아 역
- 파이브: 서티 원 (5:31) (2011년) - 아다 B. 루비아 역
- 아이 엠 줄리아 (2011년) - 다이아나 카스틸로 역
- 스텝 업 3D (2010년) - 크리스틴 역